# Celso Ramos (Santa Catarina)
Celso Ramos é um município brasileiro do Estado de Santa Catarina. Localiza-se a uma latitude 27º38'04" sul e a uma longitude 51º20'11" oeste, estando a uma altitude de 778 metros. Sua população estimada em 2020 foi de 2 719 habitantes. e sua área é de 189,97 km².
Sua economia é basicamente sustentada pela agricultura, com destaque na produção de cana-de-açúcar e leite.